# Thiago Quirino
Thiago Quirino da Silva, né le 4 janvier 1985 à Belo Horizonte, est joueur de football possédant la double nationalité brésilienne et est-timoraise. Il joue actuellement pour le club du Shonan Bellmare.